# شك (فلم)
شك (بالإنجليزية: Doubt) هو فيلم دراما تم إنتاجه في الولايات المتحدة وصدر في سنة 2008. من بطولة ميريل ستريب وفيليب سيمور هوفمان وإيمي آدمز وفيولا ديفيس.

## القصة
في مدرسة «سينت نيكولاس» الكاثوليكية التي تحكمها مديرة صارمة جداً وهي الراهبة ألويسيوس «ميرل ستريب» التي تضع التلاميذ وبقية الراهبات تحت إصبعها وتحركهم كما تريد، تدخل في حرب غير معلنة مع كاهن الأبرشية الجديد «فيليب هوفمان»، وذلك بسبب مواضيع دينية، ولكونه متحضّراً تراه غير مناسب لأن يكون الكاهن الجديد للأبرشية. الراهبة «أليوسيوس» تكره كل المداخل التي قد تقود إلى العالم المعاصر، لدرجة أنّها تمنع الطلاب من استخدام أقلام الحبر لأنها من الأمور الجديدة في المجتمع، وعليهم باستخدام أقلام الرصاص فقط!! ومن تقف مكتوفة الأيدي تحت أوامرها هي الراهبة الشابة اللطيفة جيمس «إيمى آدمز» التي تبدو خبرتها في الحياة محدودة جدا لما تراه من نافذة العهد الكاثوليكي.
وخلال الفصل الدراسي تبدأ مشكلة وتكبر بشكل تدريجي. هناك طالب أفريقي-أميركي (أسود البشرة) ويدعى «دونالد ميلر»، كان الكاهن فيلين يتعاطف معه لانه يعلم أنه ستواجه الطالب مشاكل بسبب لون بشرته فكان يتعاطف معه ويقف بجانبه ولكن ذلك أثار شكوك أليوسيوس حوله لأنها ضد اختلاف تفكيره. وبات مصير «فلين» مختوماً بالعار، على الأقل هذا رأي «أليوسيوس». لكن الفيلم لم يقصد أن يصوّر دراما واقعية حول إغواء جنسي، ولكن فيلم «الشك» أو "Doubt" يدور حول كلمة «الشك» في عالم اليقين، وبالنسبة لـ «أليوسيوس» فإنها متيقنّة أن «فلين» مذنب دون شك، مع ذلك يبدو لنا أنّ «فلين» في الفيلم بريء تماماً من التهم المنسوبة إليه، وهذا أيضاً ما إختارت أن تصدقه الراهبة «جيمس» بعد فوات الأوان، وأنها قد تسرعت في شكوكها الخاطئة نتيجه لتأثرها برأى أليسيوس في البداية.
مخرج الفيلم «جون باترك شينلي» اقتبس القصة من مسرحيته التي تحمل نفس الاسم وقد حازت على جائزة «بوليتزر» وجائزة «توني» لأفضل عمل مسرحي. المخرج يترك المشاهدين في حالة من الشكوك يدخلنا في دواّمة التفكير منذ المشهد الأول، ولا نستطيع التوقّف حتى النهاية.
«الشك» هو عنوان الخطبة التي افتتحها «فلين» وهو في الكنيسة، وذلك في بداية الفيلم، وتحدث عن أضرار الشكوك والشائعات الكاذبه ومثّل ذلك بأن يقوم أحدهم بتمزيق وسادة ريشية وترك الريش يتطاير في الهواء، وبعد ذلك تصعب لملمته من جديد.و«فيولا ديفيس» التي قامت بدور والدة «دونالد»، ورغم أن ظهورها في الشاشة لم يتجاوز 15 دقيقة إلاّ أنها إستطاعت أن تلفت انتباء المشاهدين وتشدّهم إليها بروعة أدائها، وهذا الفيلم استطاع أن يحصل على 4 ترشيحات عن فئة التمثيل، فإضافة إلى ترشيح «ميريل ستريب» فقد ترشح الآخرون، وترشّح أيضاً عن أفضل نص مقتبس.

## الميزانية والإيرادات
بلغت تكلفة إنتاج الفيلم حوالي 20 مليون دولار بينما حقق إيرادات تقدر بـ 50,907,234 دولار.

## وصلات خارجية
- مقالات تستعمل روابط فنية بلا صلة مع ويكي بيانات